# Real Fuerza Aérea de Nueva Zelanda
La Real Fuerza Aérea de Nueva Zelanda (en inglés: Royal New Zealand Air Force, abreviada como RNZAF; llamada en maorí: Te Tauaarangi o Aotearoa, «Guerreros del Aire de Nueva Zelanda») es el arma aérea de la Fuerza de Defensa de Nueva Zelanda. Fue formado de los componentes de Nueva Zelanda de Royal Air Force, haciendo una fuerza independiente en 1923, aunque la tripulación aérea de muchos RNZAF continuó desempeñando servicios en la Real Fuerza Aérea hasta el final de los años 1940. El RNZAF luchó adentro de la Segunda Guerra Mundial, Malasia, Vietnam y Guerra del Golfo y varias misiones más del mantenimiento de la paz de Naciones Unidas.
De un total de unos 1000 aviones de combate al servicio de la fuerza aérea en 1945, la RNZAF ha rebajado su número a tan solo alrededor de 53 en 2007, centrándose en patrullas marítimas y misiones de transporte de ayuda a la de Armada y el Ejército.
Con el mismo lema que la RAF, «Per Ardua ad Adstra» (A través de la adversidad hasta las estrellas), los rangos militares y los uniformes también se mantienen similares. Todo el personal lleva la marca nacional «NEW ZEALAND» en la insignia del brazo, por debajo del hombro.

## Estructura y organización

### Escuadrones
Según la propia fuerza aérea; se le da especial importancia al escuadrón (aéreo), considerándolo como la principal unidad operativa. La RNZAF se compone de cinco de estos escuadrones, cuatro de ellos operativos o de combate y uno de entrenamiento. Además de un último escuadrón para la escuela de pilotos Central Flying School.

#### Escuadrones operativos
- Escuadrón nº 3
- Escuadrón nº 5
- Escuadrón nº 6
- Escuadrón nº 40

#### Escuadrones de entrenamiento
Escuadrón nº 42Escuadrón de entrenamiento.
Escuadrón de la Central Flying SchoolEl escuadrón de formación de pilotos, también de helicópteros, de la Escuela de vuelo principal.

### Aeronaves
La RNZAF cuenta con un número determinado de los siguientes distintos tipos de aparatos:
- CT-4E Airtrainer
- Boeing 757-200
- C-130H Hercules
- C-130J (5 modelos pedidos en mayo de 2020. Se espera que se entregue el primer modelo en 2024)[9]
- UH-1H Iroquois
- Beech King Air B200
- P-3K Orion
- B47G-3B-2 Sioux